# Nosferattus occultus
Nosferattus occultus là một loài nhện trong họ Salticidae.
Loài này thuộc chi Nosferattus. Nosferattus occultus được Hipólito Ruiz López & Antonio D. Brescovit miêu tả năm 2005.